# Benoît Lamy
Benoît Lamy (19. september 1945 – 15. april 2008) var en belgisk manuskriptforfatter og filminstruktør.
Lamy blev født i Arlon, Luxembourg, Belgien og døde i Braine-l'Alleud, Walloon Brabant, Belgien.
Hans filmdebut Home Sweet Home (1973) med Claude Jade og Jacques Perrin i hovedrollerne vandt en Diploma-pris på Moskva filmfestival. Den blev også nomineret til en Golden Prize og modtog 14 internationale priser fra Montréal til Teheran.
Sammen med Gabrielle Borile vandt han med filmen, Combat de fauves (1997), en Golden Bayard ved Namur International Festival for fransksprogede film.

## Filmografi
- Home Sweet Home (1973, med Claude Jade)
- Ham from the Ardennes (Jambon d'Ardenne) (1977, med Annie Girardot)
- Life Is Beautiful (La vie est belle) (1987, med Papa Wemba)
- Wild Games (Combat de fauve) (1997, med Richard Bohringer)